# 가와우치정 (에히메현)
가와우치정(川内町)은 에히메현 동부에 있던 정이며, 온센군에 속했다.

## 지리
에히메현의 거의 중앙, 마쓰야마 평야의 동부에 위치했다.

## 역사
- 1889년 12월 15일 - 정촌제 시행에 수반해, 구메군 가와카미촌, 시모헤이군 미우치촌, 슈소군 사쿠라기촌이 성립하였다.
- 1897년 4월 1일 - 군 통합과 함께 가와카미촌,  미우치촌, 사쿠라기촌이 온센군의 소속이 되었다.
- 1955년 4월 25일 - 가와카미촌, 미우치촌이 합병해 가와우치촌이 되었다.
- 1955년 7월 20일 - 사쿠라기촌이 슈소군 나카가와촌이 합병해 새로운 나카가와촌이 되었다.
- 1956년 9월 1일 - 가와우치촌, 슈소군 나카가와촌의 일부가 합병해 가와우치정이 되었다.
- 1956년 9월 1일 - 나카가와촌의 나머지 부분은 타 정촌과 합병해 단바라정이 신설되었다.
- 1956년 9월 30일 - 단바라정의 일부가 가와우치정에 편입되었다.
- 2004년 9월 21일 - 시게노부정과 합병해 도온시가 되었다. 합병후 인구는 약 3만5000명이 되었다.

## 교통

### 도로
- 마쓰야마 자동차도
- 국도 제11호선
- 국도 제494호선